# 霍赫貝內克山
47°55′15″N 15°12′27″E / 47.92083°N 15.20750°E

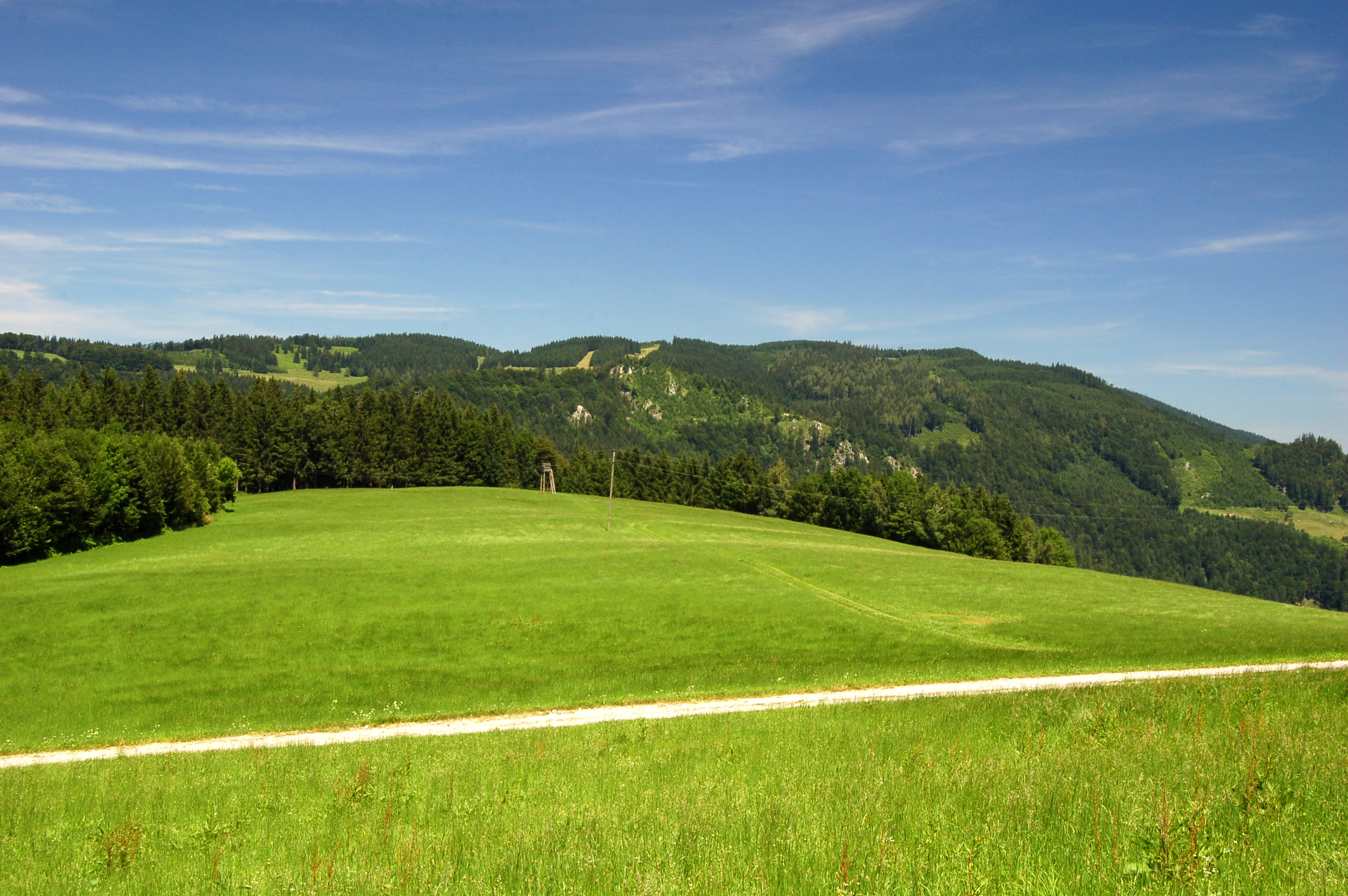

霍赫貝內克山（德語：Hochbärneck），是奧地利的山峰，位於該國東北部，由下奧地利州負責管轄，屬於蒂爾尼茨阿爾卑斯山脈的一部分，海拔高度954米。